# Leandro Álvarez
Leandro Miguel Álvarez (Buenos Aires, 4 de junio de 1981) es un futbolista argentino que juega en Argentinos de 25 de Mayo del Torneo Federal B.

## Carrera

### Argentina
Álvarez debutó en el fútbol de élite en el año 2001 jugando para San Lorenzo de Almagro, en donde jugaría hasta mediados del 2005 un total de 47 partidos. Al finalizar esa temporada, pasaría a jugar al club recién ascendido Tiro Federal en donde jugaría 23 partidos en una temporada, justamente en la que el club estuvo en primera.
Después de un año en Chipre, retornaría a la Argentina para jugar en Talleres de Córdoba de la B Nacional, en el cual solo jugaría 17 partidos en toda una temporada, luego volvería a Grecia.

### Grecia
Su primer ida a Grecia se produjo en el año 2006, en donde jugaría para el Apollon Limassol hasta el 2007, disputando 12 partidos.
Vuelve a Grecia en el año 2008 para jugar en el Olympiakos Volou. En la temporada 2010-2011 ayudó a su equipo a clasificarse para la Europa League por primera vez en su historia y terminar quinto en su liga. En el verano de 2011 fue puesto en libertad, porque el Olympiakos Volou fue relegado a la Delta Ethniki (Cuarta División) por su participación en el escándalo en arreglo de partidos. En tres años jugó 93 partidos y anotó 4 goles.
Más tarde, se trasladó al Asteras Tripolis Football Club. Hizo su debut contra el Olympiakos FC en una victoria en casa por 2-0. A la siguiente temporada marcó su primer gol  contra AEK Athens FC en un 1-0 de visitante. En sus dos años en el club, jugó 46 partidos anotando solo un gol. Terminando su paso por Grecia en el club Apollon Smirnis en la ciudad de Atenas.

### Vuelta a 25 de Mayo
Actualmente se encuentra jugando en Argentinos de 25 de mayo, que milita el Federal B.

### Itau
Actualmente se encuentra dirigiendo al equipo itau b de la liga bancaria de la provincia de Buenos Aires.